# Adam Waszkiewicz
Adam Waszkiewicz (ur. 6 grudnia 1993 w Łodzi) – polski piłkarz grający na pozycji obrońcy w Legionovii Legionowo.